# Браћа Недић
Браћа Недић, Глигорије и Димитрије (Јанко), из села Осечине, били су српски устаници у Првом српском устанку и команданти српске војске на Боју на Чокешини.
У Боју на Чокешини, пошто су Ђорђе Ћурчија и Јаков Ненадовић одступили, једино су остали браћа Недић са својим момцима, од којих су њих 303 изгинули. Према народној песми, Турака је било преко седам хиљада, али је њихов број вероватно преувеличан. Недићи су се супротставили непријатељу на брду Липовица где су се сатима одупирали све док нису десетковани. Када им је „понестало џебане“ њих неколико су се повукли према липовичком потоку где су пружили последњи отпор.
Браћа Недић су били рањени на више места, посебно су им биле тешке ране на ногама, нису могли стајати, а ни склонити се на сигурније место. Они су из седећег става ослоњени леђима један на другог, пуцали и храбрили остале борце да истрају све до своје погибије.
Заједно су сахрањени, са својим изгинулим друговима у манастиру Чокешина. Данас по браћи Недић названа је основна школа у Осечини, улица у Шапцу и подигнут им је споменик на тргу у Осечини, рад Миодрага Живковића, вајара и професора на Универзитету у Београду.